# 三浦守 (実業家)
三浦 守（みうら まもる、1924年5月28日 - 2020年7月22日）は、日本の経営者。東急百貨店社長、会長を務めた。山形県出身。

## 経歴
1948年に早稲田大学政治経済学部を卒業し、同年に東京急行電鉄を経て、東横百貨店(現在の東急百貨店)に入社。1968年に取締役に就任し、1970年に常務、1973年9月に専務を経て、1978年7月には副社長に就任し、1981年4月には社長に昇格。1992年4月に会長、1999年4月に相談役を経て、2005年4月から顧問を務めた。東急電鉄では、1979年6月に専務、1987年12月に副社長、1994年6月に常任顧問を歴任し、1990年5月には日本百貨店協会会長にも就任。
2020年7月22日老衰のために死去。96歳没。